# Christian Braunmann Tullin
Christian Braunmann Tullin (6. september 1728 – 21. januar 1765) var en dansk-norsk digter og forretningsmand.

## Uddannelse og karriere
Tullin blev født i Christiania. Forældrene, Guldbrand Hansen og Ragnhild Olsdatter født Deli, var ganske jævne, men agtede borgerfolk. Hans to døbenavne beror sandsynligvis på opkaldelse efter overhofretsassessor Christian Braunmann (død 1729). I sin skoletid ses han at være kaldet Braunmann; Navnet Tullin skal være efter faderens fødested, Tullien i Ringebo (Gudbrandsdalen).
At han kom til at studere skyldtes stiftsprovsten Gunder Tøgersen Weggersløf. Denne talentfulde mand, der var født og opdraget i England, har rimeligvis også gjort Tullin opmærksom på den engelske litteratur, af hvilken han snart viste sig at være påvirket. Tullin blev student 1745. Hans fader var da død, og moderen havde ægtet en toldvisitør Kofod, men sønnens fædrenearv var tilstrækkelig til at give ham gode vilkår i studenterårene.
Disse anvendte han vel. Mens han forberedte sig til den filosofiske eksamen, lagde han sig med iver efter fransk, tysk, musik og tegning; derefter lod han sig vejlede i teologi af en lærd præst, Christen Nold i Karrebæk på Sjælland, og tog 1748 teologisk eksamen. Derefter vendte han for bestandig hjem til Christiania. I begyndelsen øvede han sig der i at prædike, og tilhørerne fandt, at hans taler mindede om den afholdte Weggersløf, der nu var død, men sygelighed bragte ham til at opgive al tanke på gejstligt embede.
Derimod lagde han sig nu efter retsvidenskaben, uden dog at tage nogen eksamen heri, og snart overtog han en fabrik for spiger, stivelse og pudder ved Lysaker i Christianias nærhed. Det akershusiske Toldsocietet valgte ham 1759 til toldinspektør, året efter blev han vicerådmand og 1763 virkelig rådmand i Christiania, kort efter desuden tolddirektør, men allerede 1765 døde han af brystsyge.
Med sin hustru Mette født Kruchow, en præstedatter fra Langeland, hvem han havde ægtet 1760, havde han foruden andre børn sønnen Claus (død 1830 som hofintendant i Christiania).

## Digtervirksomhed
Næppe skulde nogen på forhånd ane, at det liv, hvis ydre hovedbegivenheder her er anførte, desuden var et digterliv. Og dog var Tullin, dog kun i en kort tid, Danmarks og Norges
mest fejrede digter. Hans arbejder var dog rigtignok for det meste lejlighedsdigte, fremkaldte enten ved anledninger i Christiania eller ved de af Selskabet for de skjønne Videnskaber udsatte prisopgaver.
Tullins første poetiske forsøg (en kirkekantate) er fra 1749, og derefter fulgte i de følgende år nogle andre småting. 1758 blev mærkeåret i hans litterære liv, fordi da var det, at han udgav sit en gang berømte digt Majdagen i anledning af et bryllup i Christianias rigmandsverden. Morten Leuch ægtede 6. maj den "fornuftige, dydige og dejlige" Matthia Collett (siden Bernt Ankers hustru). Digtet, hvori brud og brudgom i datidens hyrdestil betegnes som "Menalcas og Melicinda", vakte den højeste opsigt. I København eftertryktes det gentagne gange, oversattes på tysk af Johan Andreas Cramer og vakte endog Lessings anerkendelse i den grad, at han udtalte, at den tyske litteratur næppe ejede et sådant bryllupsdigt.
Forfatteren havde pludselig vundet et navn. I 1761 og 1764 tryktes hans prisdigte om Søfarten og om Skabningens Ypperlighed, hvilket sidste af mange ansåes som hans hovedværk. Da digteren i 1764 med sin ven James Collett gjorde en forretningsrejse til København for at gøre akkord om forpagtningen af told og Konsumption i det søndenfjeldske Norge, modtoges han der med de største æresbevisninger. "Der var ingen Mand af Stand eller Lærdom, som jo opvartede ham i hans Herberge". . Men han fik kun kort tid at glæde sig over denne hyldest, da han døde allerede året efter. Hans digterbane havde, regnet fra Maj dagen i 1758, kun omfattet lidt over 6 år.

## Eftertiden
Han havde selv tænkt på at udgive sine samlede poesier, men ikke nået at udføre sit forsæt, hvorimod der i 1763 mod hans vidende var udkommet en Samling af Tullins Vers. Efter hans død udkom hans værker i 3 bind (1770-73). Mange ubetydelige ting, især gravskrifter, blev her medtaget, og den større del af samlingen optoges af en række "af brudte Tanker", som han efterhånden havde nedskrevet, måske eller vel endog sandsynligvis uden at tænke sig, at de skulle offentliggjøres. Det blev i sin tid dadlet, at udgiverne havde medtaget dem; eftertiden har derimod grund til at være dem taknemmelig derfor, da de indeholder mange interessante bidrag til tidens karakteristik.
Tullin skrev et for sin tid rent og ypperligt sprog, og alt, hvad han har skrevet, udmærker sig ved tankens klarhed og røber skønsomt studium af gode, især engelske forfattere. Men som Digter var han dog egentlig en dilettant i fristunder, og han havde desuden ogsaa andre liebhaverier, f.eks. malerkunsten . At han en tid opnåede så stor berømmelse, skyldtes vel nærmest den omstændighed, at han optrådte under et slags interregnum i den dansk-norske poesi.
Så snart Johannes Ewald var fremtrådt, svandt hans glorie hurtig, hvad landsmænd i begyndelsen ikke rigtigt kunne finde sig i, ja hvorimod endog Johan Nordal Brun tog højrøstet til orde. Imidlertid kunne dog Knud Lyne Rahbek på ny udgive et udvalg af hans digte i 1799, og endnu Nicolai Christian Levin Abrahams omtaler Tullins digte som "en kjær Barndomslæsning".
I norsk åndslivs historie vil Tullins navn altid bevare en høj plads, da han var den første betydeligere indfødte digter, der ikke alene forblev i hjemlandet således som Peder Dass, men desuden formåede at gøre sig gældende i begge riger. Frem for alt er han knyttet til sin fødebys historie, hvis patriciats stolthed han var, og i hvis selskabelighed han til dels mod sin vilje måtte spille en meget fremskudt rolle.